# Дягилево (Смоленская область)
Дягилево — деревня в Дорогобужском районе Смоленской области России. Входит в состав Озерищенского сельского поселения. 
Население — 39 жителей (2007 год). 
Расположена в центральной части области в 16 км к юго-западу от Дорогобужа, в 4 км западнее автодороги Р137 Сафоново — Рославль, на берегу реки Гастижа. В 22 км южнее от деревни находится железнодорожная станция Дёмщино на линии Смоленск-Сухиничи. 

## История
В годы Великой Отечественной войны деревня была оккупирована гитлеровскими войсками в октябре 1941 года, освобождена в сентябре 1943 года.